# Orient (Dakota Południowa)
Orient – wieś w Stanach Zjednoczonych, w stanie Dakota Południowa, w hrabstwie Faulk.